# Bildungs- und Freizeitstätte Schierker Baude

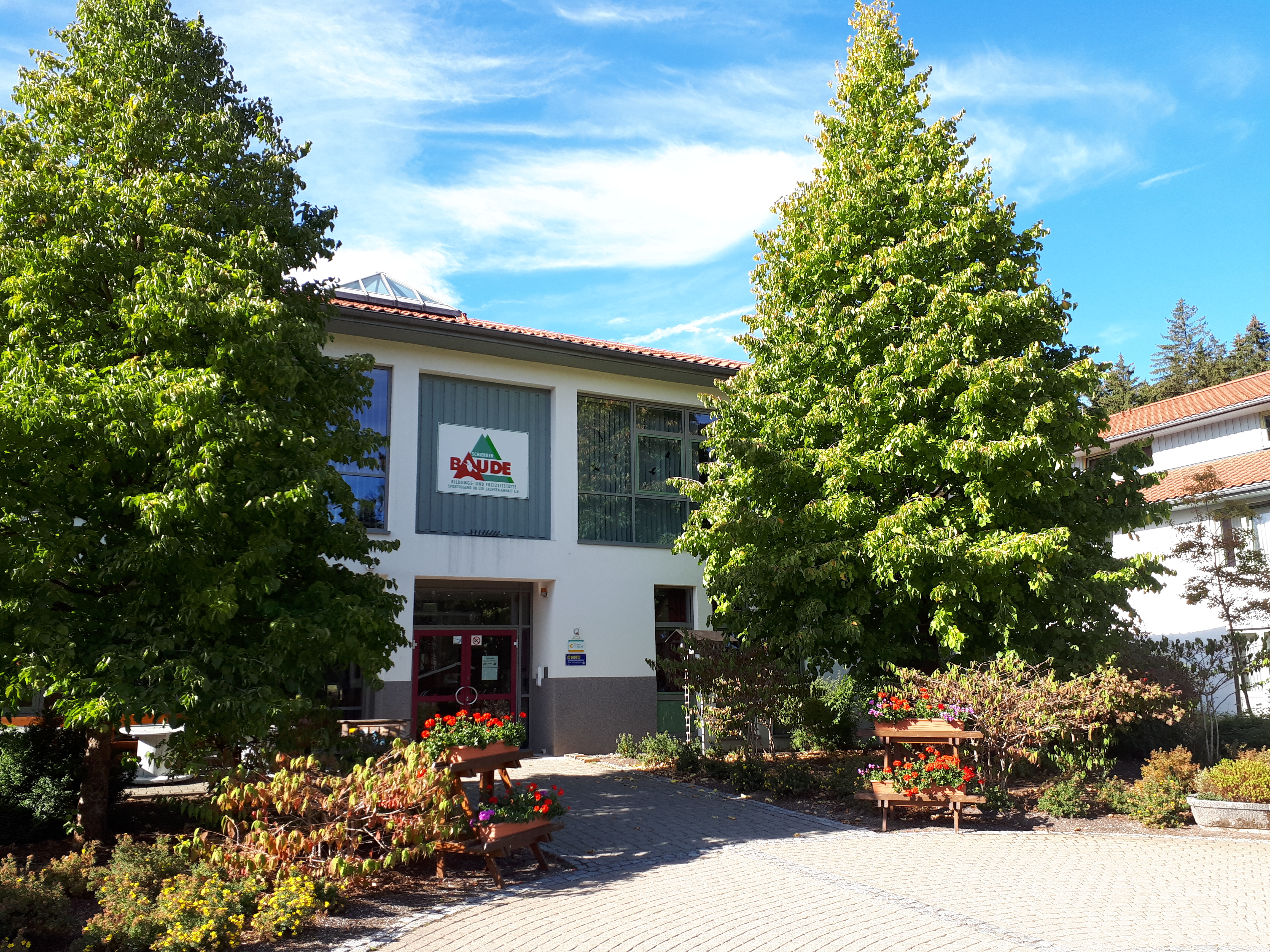

Die Schierker Baude ist eine Bildungs- und Freizeitstätte der Sportjugend im Landessportbund Sachsen-Anhalt in Schierke.

## Geschichte
Das erste Gebäude der heutigen Schierker Baude wurde 1937 errichtet. Ab dem Jahr 1946 war es die Sportlerbaude „Karl-Marx-Baude“. Sie wurde als Gästehaus des Rates des Kreises Wernigerode betrieben. Zusätzlich dazu kam ein Ferienhaus des Außenministers der DDR. Im Jahr 1992 wurde die Baude durch den Landessportbund Sachsen-Anhalt übernommen und von 1995 bis 1997 zur Bildungsstätte der Sportjugend Sachsen-Anhalt ausgebaut. Träger ist der Jugendverband Sportjugend im Landessportbund Sachsen-Anhalt.

## Angebote
Angebote gibt es in den Bereichen Freizeit und Sport, Klassenfahrten und Pauschalangebote, Urlaub und Erholung sowie Weiterbildung und Tagungen.
Das Betätigungsangebot reicht von Klippen-Wanderungen, Klettern (am Fels oder Indoor), Mountainbiken, (GPS-)Wanderungen, Trailruns bis hin zu winterlichen Angeboten wie des alpinen Skisports. Eine Rodelbahn befindet sich am Haus. In der Bildungs- und Freizeitstätte gibt es eine Multifunktionshalle, eine Bowlingbahn, einen Spiel- und Sportraum, einen Kreativraum, Wintersportgeräte zum Ausleihen, eine Köhlerhütte sowie eine Sauna.